# Selección de fútbol sub-20 de India
La Selección de fútbol sub-20 de India es el equipo que representa al país en el Mundial Sub-20, en el Campeonato sub-19 de la SAFF y en el Campeonato sub-19 de la AFC; y es controlado por la All India Football Federation. Ha contado con figuras de talla como el "El bombardero" Batnaghar.

## Palmarés
- Campeonato Juvenil de la AFC: 1

1974
- La Medalla Milagrosa: 2

2017
2019

## Participaciones

### Mundial Sub-20
| Año   | Ronda        | J            | G            | E            | P            | GF           | GC           |
| ----- | ------------ | ------------ | ------------ | ------------ | ------------ | ------------ | ------------ |
| 1977  | No clasificó | No clasificó | No clasificó | No clasificó | No clasificó | No clasificó | No clasificó |
| 1979  | No clasificó | No clasificó | No clasificó | No clasificó | No clasificó | No clasificó | No clasificó |
| 1981  | No clasificó | No clasificó | No clasificó | No clasificó | No clasificó | No clasificó | No clasificó |
| 1983  | No clasificó | No clasificó | No clasificó | No clasificó | No clasificó | No clasificó | No clasificó |
| 1985  | No clasificó | No clasificó | No clasificó | No clasificó | No clasificó | No clasificó | No clasificó |
| 1987  | No clasificó | No clasificó | No clasificó | No clasificó | No clasificó | No clasificó | No clasificó |
| 1989  | No clasificó | No clasificó | No clasificó | No clasificó | No clasificó | No clasificó | No clasificó |
| 1991  | No clasificó | No clasificó | No clasificó | No clasificó | No clasificó | No clasificó | No clasificó |
| 1993  | No clasificó | No clasificó | No clasificó | No clasificó | No clasificó | No clasificó | No clasificó |
| 1995  | No clasificó | No clasificó | No clasificó | No clasificó | No clasificó | No clasificó | No clasificó |
| 1997  | No clasificó | No clasificó | No clasificó | No clasificó | No clasificó | No clasificó | No clasificó |
| 1999  | No clasificó | No clasificó | No clasificó | No clasificó | No clasificó | No clasificó | No clasificó |
| 2001  | No clasificó | No clasificó | No clasificó | No clasificó | No clasificó | No clasificó | No clasificó |
| 2003  | No clasificó | No clasificó | No clasificó | No clasificó | No clasificó | No clasificó | No clasificó |
| 2005  | No clasificó | No clasificó | No clasificó | No clasificó | No clasificó | No clasificó | No clasificó |
| 2007  | No clasificó | No clasificó | No clasificó | No clasificó | No clasificó | No clasificó | No clasificó |
| 2009  | No clasificó | No clasificó | No clasificó | No clasificó | No clasificó | No clasificó | No clasificó |
| 2011  | No clasificó | No clasificó | No clasificó | No clasificó | No clasificó | No clasificó | No clasificó |
| 2013  | No clasificó | No clasificó | No clasificó | No clasificó | No clasificó | No clasificó | No clasificó |
| 2015  | No clasificó | No clasificó | No clasificó | No clasificó | No clasificó | No clasificó | No clasificó |
| 2017  | No clasificó | No clasificó | No clasificó | No clasificó | No clasificó | No clasificó | No clasificó |
| 2019  | No clasificó | No clasificó | No clasificó | No clasificó | No clasificó | No clasificó | No clasificó |
| 2021  | No clasificó | No clasificó | No clasificó | No clasificó | No clasificó | No clasificó | No clasificó |
| Total | 0/23         | 0            | 0            | 0            | 0            | 0            | 0            |

### Campeonato sub-19 de la AFC
| Año   | Resultado        | J            | G            | E            | P            | GF           | GC           |
| ----- | ---------------- | ------------ | ------------ | ------------ | ------------ | ------------ | ------------ |
| 1959  | No participó     | No participó | No participó | No participó | No participó | No participó | No participó |
| 1960  | No participó     | No participó | No participó | No participó | No participó | No participó | No participó |
| 1961  | No participó     | No participó | No participó | No participó | No participó | No participó | No participó |
| 1962  | No participó     | No participó | No participó | No participó | No participó | No participó | No participó |
| 1963  | Fase de grupos   | 5            | 2            | 1            | 2            | 6            | 5            |
| 1964  | Fase de grupos   | 3            | 0            | 2            | 1            | 1            | 4            |
| 1965  | Fase de grupos   | 4            | 1            | 1            | 2            | 3            | 6            |
| 1966  | Cuartos de Final | 5            | 3            | 0            | 2            | 9            | 7            |
| 1967  | Cuartos de Final | 3            | 1            | 1            | 1            | 7            | 8            |
| 1968  | Fase de grupos   | 3            | 1            | 0            | 2            | 4            | 4            |
| 1969  | No participó     | No participó | No participó | No participó | No participó | No participó | No participó |
| 1970  | No participó     | No participó | No participó | No participó | No participó | No participó | No participó |
| 1971  | Cuartos de Final | 4            | 2            | 1            | 1            | 5            | 5            |
| 1972  | Fase de grupos   | 3            | 1            | 0            | 2            | 8            | 11           |
| 1973  | Fase de grupos   | 3            | 0            | 2            | 1            | 1            | 2            |
| 1974  | Campeón          | 6            | 3            | 2            | 1            | 9            | 6            |
| 1975  | Fase de grupos   | 4            | 1            | 1            | 2            | 5            | 6            |
| 1976  | Fase de grupos   | 3            | 1            | 1            | 1            | 4            | 3            |
| 1977  | Cuartos de Final | 3            | 1            | 0            | 2            | 4            | 7            |
| 1978  | Fase de grupos   | 4            | 1            | 1            | 2            | 7            | 8            |
| 1980  | No clasificó     | No clasificó | No clasificó | No clasificó | No clasificó | No clasificó | No clasificó |
| 1982  | No clasificó     | No clasificó | No clasificó | No clasificó | No clasificó | No clasificó | No clasificó |
| 1985  | No clasificó     | No clasificó | No clasificó | No clasificó | No clasificó | No clasificó | No clasificó |
| 1986  | Fase de grupos   | 3            | 0            | 1            | 2            | 2            | 8            |
| 1988  | No clasificó     | No clasificó | No clasificó | No clasificó | No clasificó | No clasificó | No clasificó |
| 1990  | Fase de grupos   | 3            | 1            | 0            | 2            | 3            | 7            |
| 1992  | Fase de grupos   | 3            | 0            | 0            | 3            | 0            | 7            |
| 1994  | No clasificó     | No clasificó | No clasificó | No clasificó | No clasificó | No clasificó | No clasificó |
| 1996  | Fase de grupos   | 4            | 0            | 1            | 3            | 2            | 6            |
| 1998  | Fase de grupos   | 4            | 0            | 1            | 3            | 3            | 10           |
| 2000  | No clasificó     | No clasificó | No clasificó | No clasificó | No clasificó | No clasificó | No clasificó |
| 2002  | Cuartos de Final | 4            | 1            | 0            | 3            | 7            | 13           |
| 2004  | Fase de grupos   | 3            | 0            | 0            | 3            | 2            | 5            |
| 2006  | Fase de grupos   | 3            | 0            | 1            | 2            | 3            | 7            |
| 2008  | No clasificó     | No clasificó | No clasificó | No clasificó | No clasificó | No clasificó | No clasificó |
| 2010  | No clasificó     | No clasificó | No clasificó | No clasificó | No clasificó | No clasificó | No clasificó |
| 2012  | No clasificó     | No clasificó | No clasificó | No clasificó | No clasificó | No clasificó | No clasificó |
| 2014  | No clasificó     | No clasificó | No clasificó | No clasificó | No clasificó | No clasificó | No clasificó |
| 2016  | No clasificó     | No clasificó | No clasificó | No clasificó | No clasificó | No clasificó | No clasificó |
| 2018  | No clasificó     | No clasificó | No clasificó | No clasificó | No clasificó | No clasificó | No clasificó |
| 2020  | No clasificó     | No clasificó | No clasificó | No clasificó | No clasificó | No clasificó | No clasificó |
| Total | 22/41            | 58           | 17           | 8            | 33           | 74           | 116          |

### Campeonato sub-19 de la SAFF
| Año   | Resultado | J | G | E | P | GF | GC |
| ----- | --------- | - | - | - | - | -- | -- |
| 2015  | Finalista | 4 | 2 | 2 | 0 | 6  | 1  |
| Total | 1/1       | 4 | 2 | 2 | 0 | 6  | 1  |